# 巴莫曲布嫫
巴莫曲布嫫（1964年4月24日—），全名巴莫阿尕曲布嫫，女，彝族，四川涼山人，中华人民共和国作家、詩人、學者，现為中国社会科学院民族文学研究所的研究员。并担任第十四届全国人民代表大会常务委员会委员。

## 生平
1964年4月在四川凉山出生。1980年7月毕业于中央民族学院附中；1984年7月毕业于中央民族学院汉语言文学系；1988年7月获得中国社会科学院研究生院文史哲部法学硕士学位；2003年7月获得北京师范大学文学院民俗学专业博士学位。

## 家庭
父亲巴莫尔哈为干部，曾任西昌市市长、中共西昌市委书记、凉山州副州长、州政协副主席；母亲刘玉兰是蒙古族，和巴莫尔哈在北京相识。巴莫曲布嫫的姐姐巴莫阿依石布嫫，妹妹巴莫阿芝乌萨嫫均为彝学学者，三人被称为“巴莫姊妹三人”。其姐巴莫阿依于1991年取得博士学位，是第一位取得博士学位的彝族人。此外曲布嫫另有一个弟弟巴莫尔夫。

## 著作

### 文化類書籍
- 《中華文學通史》
- 《中國少數民族文化史》
- 《中國少數民族民俗大辭典》
- 《彝族文化史》
- 《彝族風俗志》
- 《Mountain Patterns: The Survival of Nuosu Culture in China》
- 《四川大涼山》

### 学术专著
- 《鹰灵与诗魂──彝族古代经籍诗学研究》[6]

### 詩集
- 《圖案的原始》